# Seckauské Taury
Seckauské Taury jsou pohoří geograficky se řadící do celku Nízké Taury, ve spolkové zemi Štýrsko v Rakousku. Nejvyšším vrcholem je Geierhaupt (Supí hlava, 2417 m).

## Poloha
Seckauské Taury dělí na severu od sousedních Eisenerzských Alp údolí Liesingtal, v němž protéká potok Liesingbach. Na jihu a jihovýchodě je od rozlehlých Lavanttalských Alp odděluje údolí řeky Mury. Na východě sousedí s masivem Gleinalpe, který je již součástí Lavanttalských Alp. Západní hranice, jenž pohoří dělí od Rottenmannských Taur, je tvořena údolími potoků Triebenbach a Pölsbach, mezi nimiž leží silniční sedlo Hohentauern (1265 m).

## Charakteristika
Seckauské Taury mají tvar jednolitého klikatého hřebene, který probíhá ve směru jihovýchod–severozápad mezi údolím Liesingtal a silničním sedlem Hohentauern (spojnice mezi městy Trieben a Judenburg). Nejvyšší vrchol Geierhaupt (2417 m) leží zhruba uprostřed masivu, východně od něj je jen o metr nižší vrchol Hochreichart (2416 m), a ještě dále na východ vrchol Seckauer Zinken (2397 m n. m.). Na jih hřeben vysílá dlouhé rozsochy, ve kterých se nachází několik dalších relativně vysokých vrcholů. Seckauské Taury jsou charakteristické většinou travnatými vrcholovými partiemi, i když zde nechybí i skalnaté úseky. Oproti ostatním horským skupinám Nízkých Taur jsou Seckauské Taury chudé na jezera, jednu z mála výjimek tvoří jezero Ingeringsee.

## Vrcholy
- Geierhaupt (2417 m)
- Hochreichart (2416 m)
- Seckauer Zinken (2398 m)
- Pletzen (2342 m)
- Kesseleck (2308 m)
- Grosse Ringkogel (2277 m)
- Himmeleck (2096 m)
- Rosenkogel (1921 m)
- Pabstriegel (1871 m)
- Bremstein (1869 m)

## Turismus
Seckauské Taury jsou oblíbeny mezi milovníky trekingu pro svůj tvar dlouhého hřebene, který přímo vybízí k dlouhým přechodům v relativně ještě člověkem nepoznamenané horské přírodě. Přesto je pohoří velmi málo navštěvované. Hlavními turisticky významnými body oblasti jsou města Knittelfeld a Judenburg na jihu masivu, malá obec Seckau ve východní části a silniční sedlo Schoberpass (849 m), na němž leží obec Wald am Schoberpass, na severní straně pohoří. Na jihovýchodním konci hřebene u vrchu Hochalm nalezneme poutní kostel Panny Marie Sněžné.

### Chaty
V pohoří slouží turistům tři horské chaty.
- Sonnleitnerhütte (1215 m) – kapacita 27 lůžek. Výchozím místem je obec Gaal, čas výstupu 1,5 hod., k chatě vede sjízdná silnice.
- Triebentalhütte (1104 m) – kapacita 18 lůžek, v zimě k dispozici winterraum. Výchozím místem je město Trieben.
- Hochreichhart-Schutzhaus (1483 m)